# Utetheisa callima
Utetheisa callima là một loài bướm đêm thuộc phân họ Arctiinae, họ Erebidae.